# Дос Сантос, Джовани
Джова́ни дос Са́нтос Рами́рес (исп. Giovani dos Santos Ramírez; 11 мая 1989, Монтеррей) — мексиканский футболист, игравший на позиции полузащитника. Выступал за сборную Мексики. Чемпион Олимпийских игр в Лондоне. Старший брат Джонатана дос Сантоса.

## Биография
Джовани является сыном профессионального бразильского футболиста Жералдо дос Сантоса (Зизиньо), выступавшего на протяжении долгого времени в национальных лигах Мексики и впоследствии женившегося на мексиканке. Будущий игрок сборной Мексики родился 11 мая 1989 года в многомиллионном городе Монтеррей. Здесь он начал посещать академию местной команды, где работал его отец после завершения карьеры, а уже в 2002 году попал на прицел «Барселоны» и тотчас был признан одним из самых перспективных игроков Америки.
В 2002 году 11-летний полузащитник присоединился к юношеской команде «Барсы» и уже в дебютном сезоне помог команде выиграть региональный титул (в финале были обыграны воспитанники «Реал Мадрида»). Затем Джовани последовательно преодолел все возрастные группы «сине-гранатовых», пока не дебютировал в 2005 году в фарм-клубе. А уже через год Дос Сантос был приглашен в основную команду и провел с ней несколько матчей на предсезонных сборах.

## Клубная карьера
Накануне сезона 2007/08 был переведён в ряды основной команды и уже 2 сентября 2007 года дебютировал в официальных встречах, заменив Тьерри Анри в матче против «Атлетика» (3:1). Дос Сантосов двое — Джонатан и Джовани, их обоих приметили скауты «Барселоны» и перевезли в Испанию. В дебютном сезоне игрок провёл достаточно много времени на поле, приняв участие в 27 встречах. В заключительном туре Ла Лиги забил три мяча в ворота «Мурсией».

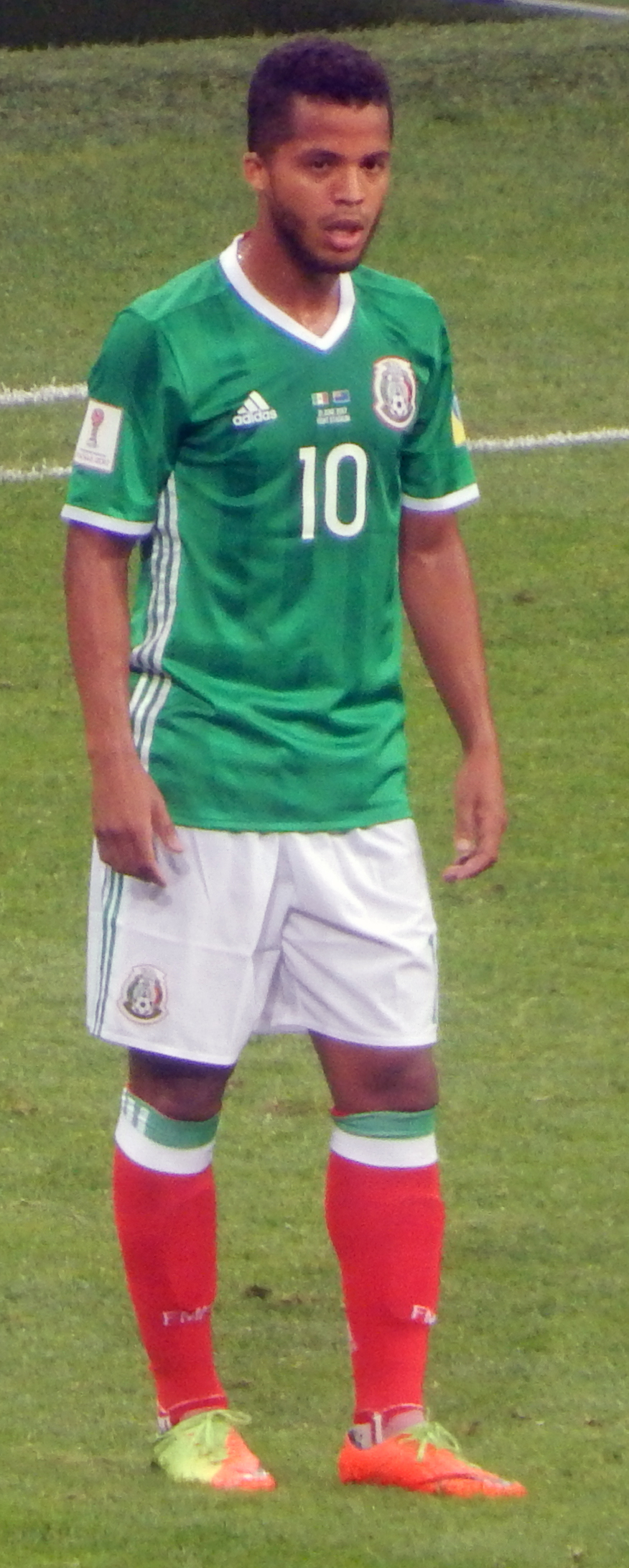
Джовани готовится пробить штрафной удар против сборной Новой Зеландии на Кубке Конфедераций 2017

### «Тоттенхэм Хотспур»
6 июня 2008 года «Барселона» объявила о продаже дос Сантоса в английский «Тоттенхэм Хотспур». Сумма трансфера составила €6 млн и может быть увеличена ещё на 5 млн евро, если дос Сантос будет регулярно выходить на поле. Контракт Джовани рассчитан на 5 лет. Если «Тоттенхэм Хотспур» решит продать его в другой клуб в ближайшие два года, «Барселона» получит 20 процентов выручки и 10 процентов, если это произойдет позже. В течение дебютного сезона в «Тоттенхэме» Джовани безуспешно пытался адаптироваться к условиям быстрого и жесткого английского футбола. В чемпионате Премьер-Лиги дос Сантос выступал редко, проведя всего 17 встреч и ни разу не забив. Зато в Кубке УЕФА дос Сантос был задействован во всех шести встречах группового этапа, забил 1 гол и отдал 2 голевые передачи, однако его команда заняла третье место в группе с «Рубином» и «ПАОКом», досрочно покинув турнир. Во второй половине сезона 2008/09 (в марте) игрок отправился на правах аренды в «Ипсвич Таун», где провёл 8 игр и забил 4 гола.
На старте сезона 2009/10 Харри Реднапп дал мексиканцу еще один шанс проявить себя в «Тоттенхэме». Джовани вышел с первых минут поединка Кубка Лиги против «Донкастера», где отметился голевой передачей. Однако уже в следующей встрече данного турнира игрок получил травму лодыжки и пропустил четыре недели. Впоследствии между Джовани и тренерским штабом «шпор» возник конфликт из-за любви игрока к развлечениям, азартным играм и ночным клубам. В декабре Гарри Реднапп заявил, что расстроен дос Сантосом, но всё ещё верит в него и готов предоставлять мексиканцу больше игровой практики.
Однако уже в январе 2010 года стало известно, что полузащитника арендует «Галатасарай» с правом последующего выкупа. Инициатором переезда мексиканца в Стамбул стал главный тренер «львов» Франк Райкаард, тренировавший «Барселону» в сезоне 2007/08. В составе турецкой команды Джовани провёл 14 матчей, забитыми голами не отличался и вернулся в «Тоттенхэм». На старте сезона 2011/12 игрок вновь пытался закрепиться в «Тоттенхэме», он забил по голу в Лиге Европы и Кубке английской Лиги, однако в национальном первенстве так  себя и не проявил.
В январе 2011 года Джовани, уже по сложившейся традиции, отправился в аренду. На этот раз он решил вернуться туда, где для него все начиналось — в испанский чемпионат. Дос Сантос на полгода стал игроком «Расинга», провёл здесь 16 матчей и забил 5 голов, включая один дубль. «Расинг» еще до прихода Дос Сантоса был главным претендентом на вылет и в итоге не сумел сохранить прописку. Вернувшись летом в «Тоттенхэм», Джовани отказался подписывать со «шпорами» новый контракт. Сообщалось об интересе к игроку со стороны «Севильи», «Интера» и «Атлетико».

### «Мальорка»
31 августа 2012 года дос Сантос подписал четырёхлетний контракт с «Мальоркой». Островная команда в том сезоне была одним из аутсайдеров лиги. На фоне всех этих проблем Дос Сантос предстал одним из лидеров команды, он часто забивал мячи на индивидуальном мастерстве и был опорой клуба. Забив 6 раз и отдав 7 голевых передач в 32 встречах, Джовани оказался самым полезным игроком «Мальорки», которая по итогам сезона заняла 18-е место и отправилась в Сегунду.

### «Вильярреал»
В 2013 году Джовани дос Сантос стал игроком «Вильярреала». Сумма трансфера составила 6 миллионов евро.

### «Лос-Анджелес Гэлакси»
15 июля 2015 года дос Сантос перешёл в клуб MLS «Лос-Анджелес Гэлакси», подписав контракт по правилу назначенного игрока.
1 марта 2019 года «Лос-Анджелес Гэлакси» объявил о выкупе гарантированного контракта дос Сантоса, тем самым выведя его из состава.

### «Америка»
6 июля 2019 года дос Сантос подписал контракт с клубом «Америка».

## Карьера в сборной
В свои 25 лет Джовани дос Сантос уже поучаствовал в чемпионате мира, где его команда дошла до 1/8 финала, проиграв сборной Нидерландов со счетом 1:2. Джовани дос Сантос является обладателем двух Золотых кубков КОНКАКАФ в 2009 и 2011 годах. В 2011 году в финальном матче со сборной США Мексика уступала со счётом 0:2, но всё же смогла выиграть и увезти приз (4:2). Джовани дос Сантос забил красивый гол, получив мяч в штрафной, он ловко выкрал его у голкипера, отошёл на небольшую дистанцию и пустил мяч «парашютом» через всю команду.

## Клубная статистика
| Выступление          | Выступление      | Выступление      | Чемпионат | Чемпионат | Кубки | Кубки | Континент. | Континент. | Прочие | Прочие | Итого | Итого |
| Клуб                 | Лига             | Сезон            | Игры      | Голы      | Игры  | Голы  | Игры       | Голы       | Игры   | Голы   | Игры  | Голы  |
| -------------------- | ---------------- | ---------------- | --------- | --------- | ----- | ----- | ---------- | ---------- | ------ | ------ | ----- | ----- |
| Барселона            | Примера          | 2007/08          | 27        | 3         | 5     | 0     | 5          | 1          | 0      | 0      | 37    | 4     |
| Барселона            | Итого            | Итого            | 27        | 3         | 5     | 0     | 5          | 1          | 0      | 0      | 37    | 4     |
| Тоттенхэм            | Премьер-лига     | 2008/09          | 6         | 0         | 2     | 0     | 4          | 1          | 0      | 0      | 12    | 1     |
| Тоттенхэм            | Премьер-лига     | 2009/10          | 1         | 0         | 2     | 0     | 0          | 0          | 0      | 0      | 3     | 0     |
| Тоттенхэм            | Премьер-лига     | 2010/11          | 3         | 0         | 1     | 0     | 1          | 0          | 0      | 0      | 5     | 0     |
| Тоттенхэм            | Премьер-лига     | 2011/12          | 7         | 0         | 2     | 1     | 4          | 1          | 0      | 0      | 13    | 2     |
| Тоттенхэм            | Итого            | Итого            | 17        | 0         | 7     | 1     | 9          | 2          | 0      | 0      | 33    | 3     |
| Ипсвич (аренда)      | Чемпионшип       | 2008/09          | 8         | 4         | 0     | 0     | 0          | 0          | 0      | 0      | 8     | 4     |
| Ипсвич (аренда)      | Итого            | Итого            | 8         | 4         | 0     | 0     | 0          | 0          | 0      | 0      | 8     | 4     |
| Галатасарай (аренда) | Суперлига        | 2009/10          | 14        | 0         | 2     | 0     | 2          | 0          | 0      | 0      | 18    | 0     |
| Галатасарай (аренда) | Итого            | Итого            | 14        | 0         | 2     | 0     | 2          | 0          | 0      | 0      | 18    | 0     |
| Расинг (аренда)      | Примера          | 2010/11          | 16        | 5         | 0     | 0     | 0          | 0          | 0      | 0      | 16    | 5     |
| Расинг (аренда)      | Итого            | Итого            | 16        | 5         | 0     | 0     | 0          | 0          | 0      | 0      | 16    | 5     |
| Мальорка             | Примера          | 2012/13          | 29        | 6         | 3     | 0     | 0          | 0          | 0      | 0      | 32    | 6     |
| Мальорка             | Итого            | Итого            | 29        | 6         | 3     | 0     | 0          | 0          | 0      | 0      | 32    | 6     |
| Вильярреал           | Примера          | 2013/14          | 30        | 11        | 3     | 1     | 0          | 0          | 0      | 0      | 33    | 12    |
| Вильярреал           | Примера          | 2014/15          | 26        | 1         | 7     | 1     | 7          | 4          | 0      | 0      | 40    | 6     |
| Вильярреал           | Итого            | Итого            | 56        | 12        | 10    | 2     | 7          | 4          | 0      | 0      | 73    | 18    |
| Лос-Анджелес Гэлакси | MLS              | 2015             | 10        | 3         | 0     | 0     | 0          | 0          | 1      | 0      | 11    | 3     |
| Лос-Анджелес Гэлакси | MLS              | 2016             | 28        | 14        | 2     | 1     | 4          | 1          | 3      | 1      | 37    | 17    |
| Лос-Анджелес Гэлакси | MLS              | 2017             | 25        | 6         | 1     | 0     | 0          | 0          | 0      | 0      | 26    | 6     |
| Лос-Анджелес Гэлакси | MLS              | 2018             | 14        | 3         | 0     | 0     | 0          | 0          | 0      | 0      | 14    | 3     |
| Лос-Анджелес Гэлакси | Итого            | Итого            | 77        | 26        | 3     | 1     | 4          | 1          | 4      | 1      | 88    | 29    |
| Америка              | Лига MX          | 2019/20          | 0         | 0         | 0     | 0     | 0          | 0          | 0      | 0      | 0     | 0     |
| Америка              | Итого            | Итого            | 0         | 0         | 0     | 0     | 0          | 0          | 0      | 0      | 0     | 0     |
| Всего за карьеру     | Всего за карьеру | Всего за карьеру | 244       | 56        | 30    | 4     | 27         | 8          | 4      | 1      | 305   | 69    |

## Достижения

### Командные
Сборная Мексики
- Чемпион мира среди юношей не старше 17 лет: 2005
- Обладатель Золотого кубка КОНКАКАФ (3): 2009, 2011, 2015
- Олимпийский чемпион: 2012

 «Барселона»
- Обладатель Суперкубка Испании: 2006

### Личные
- Серебряный мяч чемпионата мира по футболу среди юношеских команд: 2005
- Бронзовый мяч чемпионата мира по футболу среди молодёжных команд: 2007
- Самый ценный игрок Золотого кубка КОНКАКАФ: 2009
- Символическая сборная Золотого кубка КОНКАКАФ: 2009
- Участник Матча всех звёзд MLS: 2016, 2017